# Xenlik
Xenlik (en turc modern Şenlik) fou el nom donat a l'Imperi Otomà a les festes públiques especials, que, al contrari que altres cerimònies, implicaven la participació de tota la població. Bàsicament, es tractava de festes religioses: celebració de la mort d'al-Hussayn ibn Alí ibn Abi-Tàlib, del naixement de Mahoma, final del ramadà, sortida de la caravana de pelegrins a la Meca, tornada de la caravana; també hi havia una festa de primavera: la festa de Khidr el 23 d'abril, equivalent a l'occidental sant Jordi, celebrat amb un pícnic.